# Anabolia servata
Anabolia servata là một loài Trichoptera trong họ Limnephilidae. Chúng phân bố ở miền Cổ bắc.